# Isayah Boers
Isayah Boers (Amsterdam, 19 juni 1999) is een Nederlandse sprinter, die gespecialiseerd is in de 400 m en de  4 × 400 m estafette. Hij vertegenwoordigt Nederland op internationale toernooien, heeft diverse medailles behaald op Europese en wereldkampioenschappen en maakte naam als vaste waarde binnen het nationale estafetteteam.

## Levensloop

### Beginjaren en overstap naar de 400 meter
Boers werd geboren in Amsterdam en begon al op jonge leeftijd met atletiek. In eerste instantie richtte hij zich op de kortere sprintafstanden, zoals de 100 en 200 meter. Hij viel op door zijn explosiviteit en sterke eindsprint. Rond 2020 maakte hij de overstap naar de 400 meter en sloot hij zich aan bij de nationale trainingsgroep in Papendal. Deze keuze bleek succesvol: hij ontwikkelde zich snel tot een vaste kracht binnen het Nederlandse estafetteteam.

### Doorbraak op internationale toernooien
Zijn internationale doorbraak volgde in 2022. Tijdens de Wereldkampioenschappen indooratletiek 2022 in Belgrado won Boers met de Nederlandse ploeg de bronzen medaille op de 4×400 meter estafette. Het was zijn eerste grote podiumplaats op een mondiaal toernooi. In datzelfde jaar nam hij ook deel aan de Europese kampioenschappen atletiek 2022 in München, waar hij met de ploeg vierde werd.
In 2023 vervolgde hij zijn opmars met een bronzen medaille op de 4×400 meter estafette tijdens de Europese kampioenschappen indooratletiek 2023. Daarnaast werd hij Nederlands kampioen op de 400 meter indoor. Tijdens de Wereldkampioenschappen atletiek 2023 in Boedapest bereikte hij met het estafetteteam de finale en eindigde op de zesde plaats.

### Kwalificatie voor de Olympische Spelen
In mei 2024 hielp Boers het Nederlandse estafetteteam aan een zilveren medaille op de 4×400 meter gemengde estafette tijdens de World Athletics Relays 2024 op de Bahama’s. Dit resultaat betekende directe kwalificatie voor de Olympische Zomerspelen 2024 in Parijs. Ondanks de kwalificatie slaagde het mannenteam er tijdens de Spelen niet in om de finale te bereiken.

### Stijl en kracht
Boers staat bekend om zijn soepele pas, explosieve start en vechtlust in de laatste meters van de 400 meter. Naast zijn prestaties in estafetteverband ontwikkelde hij zich ook individueel, met een persoonlijk record van 45,42 seconden op de 400 meter in 2023. Hij blijft actief bij Rotterdam Atletiek en traint onder begeleiding van de nationale bondscoaches.

## Persoonlijke records
- 100 m: 10,46 s (La Chaux-de-Fonds, 2019)
- 200 m: 20,85 s (La Chaux-de-Fonds, 2021)
- 400 m: 45,42 s (La Chaux-de-Fonds, 2023)
- 400 m indoor: 45,72 s (Apeldoorn, 2023)